# Constantin Esarcu
Constantin Esarcu (n. 5 noiembrie 1836, București, Țara Românească – d. 8 iunie 1898, Govora, Mihăești, Vâlcea, România) a fost naturalist, medic, pedagog, diplomat și om politic, membru corespondent (din 1884) al Academiei Române.
A absolvit Institutul Monti și Colegiul „Sfântul Sava” din București. La Paris a studiat științele naturale, iar licența în această disciplină a obținut-o în 1859 la Sorbona. În 1864 și-a luat doctoratul în medicină.
A fost unul dintre cei mai ferventi inițiatori și susținători ai acțiunilor culturale de la acea vreme, contribuind la înființarea mai multor societăți ("Ateneul Roman", "Societatea Amicilor Instrucțiunii", "Filarmonica").

## Biografie
În mai 1870 este numit director în Departamentul Cultelor. În perioada 1871-1873 a făcut parte din comitetul de conducere a Teatrului Național. La 25 februarie 1873 lansează propunerea de constituire a edificiului Ateneului Român și inițiază alături de Vasile A. Urechia și Nicolae Kretzulescu (Cretzulescu) campania "Dați un leu pentru Ateneu" (s-au pus în vânzare 500.000 de bilete loterie în valoare de 1 leu). În luna noiembrie 1873 este numit agent diplomatic la Roma. În această calitate a făcut publice numeroase documente, din arhivele orașelor Veneția, Milano, Florența sau Roma, referitoare la istoria românilor. Esarcu a donat Academiei Române un exemplar din Codex Bandinus, document de seamă pentru istoria catolicilor din Moldova.
A fost membru al Partidului Liberal-Conservator, pe care l-a reprezentat în calitate de senator în Parlamentul României. A deținut funcția de ministru al Afacerilor Străine (21 februarie - 26 noiembrie 1891). După o nouă perioadă (noiembrie 1891 - februarie 1893) petrecută la Roma, în calitate de Trimis Extraordinar și ministru Plenipotențiar, intră în rândurile dizidenței „drapeliste”. A lăsat moștenire întreaga sa avere Ateneului Român.